# Сато, Нобуюки (дзюдоист)
Нобуюки Сато (род. 12 января 1944, Хоккайдо, Хоккайдо) — японский дзюдоист и самбист, чемпион и призёр чемпионатов Японии и мира по дзюдо, чемпион Европы по самбо.

## Карьера
Выступал в полутяжёлой (до 93 кг) и абсолютной весовых категориях. Чемпион (1968, 1971, 1974 годы), серебряный (1966, 1967, 1969, 1971 годы) и бронзовый (1968, 1972, 1975 годы) призёр чемпионатов Японии по дзюдо. Победитель чемпионата Европы по самбо 1972 года в Риге. Чемпион (1967, 1973 годы), серебряный (1971 год) и бронзовый (1969 год) призёр чемпионатов мира по дзюдо.

## Спортивные результаты
- Чемпионат Японии по дзюдо 1967 года — ;
- Чемпионат Японии по дзюдо 1968 года — ;
- Чемпионат Японии по дзюдо 1971 года — ;
- Чемпионат Японии по дзюдо 1972 года — ;
- Чемпионат Японии по дзюдо 1974 года — ;